# Reprezentacja Szwajcarii w koszykówce mężczyzn
Reprezentacja Szwajcarii w koszykówce mężczyzn – drużyna, która reprezentuje Szwajcarię w koszykówce mężczyzn. Za jej funkcjonowanie odpowiedzialny jest Szwajcarski Związek Koszykówki (FSB). Reprezentacja Szwajcarii pięciokrotnie brała udział w Mistrzostwach Europy oraz dwukrotnie w igrzyskach olimpijskich.

## Udział w imprezach międzynarodowych
- igrzyska olimpijskie:
  - 1936 – 9. miejsce
  - 1948 – 21. miejsce

- Mistrzostwa Europy:
  - 1935 – 4. miejsce
  - 1946 – 5. miejsce
  - 1951 – 13. miejsce
  - 1953 – 11. miejsce
  - 1955 – 14. miejsce